# Ferrán Giner
Ferrán Giner Peris (ur. 27 września 1988 w Alboraya) – hiszpański piłkarz występujący na pozycji pomocnika w UD Ibiza.

## Statystyki klubowe
| Sezon   | Klub                | Kraj      | Liga               | Mecze | Bramki | Puchar krajowe | Mecze | Bramki |
| ------- | ------------------- | --------- | ------------------ | ----- | ------ | -------------- | ----- | ------ |
| 2013/14 | Gimnàstic Tarragona | Hiszpania | Segunda División B | 26    | 2      | Puchar Króla   | 5     | 0      |
| 2014/15 | Gimnàstic Tarragona | Hiszpania | Segunda División B | 27    | 1      | Puchar Króla   | 2     | 0      |
| 2015/16 | Gimnàstic Tarragona | Hiszpania | Segunda División   | 18    | 0      | Puchar Króla   | 1     | 0      |
| 2016/17 | Gimnàstic Tarragona | Hiszpania | Segunda División   | 13    | 0      | Puchar Króla   | 4     | 0      |
| 2017/18 | RCD Mallorca        | Hiszpania | Segunda División B | 11    | 3      | Puchar Króla   | 1     | 0      |
| 2018/19 | RCD Mallorca        | Hiszpania | Segunda División   | 5     | 0      | Puchar Króla   | 2     | 1      |

Stan na: 19 listopada 2018 r.